# 英国アカデミー賞 撮影賞
英国アカデミー賞 撮影賞（BAFTA Award for Best Cinematography）は、英国アカデミー賞の部門の一つで、優れた撮影技術に対して贈られる。1963年から1967年までの間はカラーと白黒の2部門に分かれていたが、1969年も1つに統合された。

## 受賞リスト

### 1960年代
- 1967年 『わが命つきるとも』（テッド・ムーア）
- 1968年 『2001年宇宙の旅』（ジェフリー・アンスワース）
- 1969年 『素晴らしき戦争』（ジェリー・ターピン）

### 1970年代
- 1970年 『明日に向って撃て!』（コンラッド・L・ホール）
- 1971年 『ベニスに死す』（パスクァリーノ・デ・サンティス）
- 1972年 『キャバレー』、『不思議の国のアリス』（ジェフリー・アンスワース）
- 1973年 『赤い影』（アンソニー・B・リッチモンド）
- 1974年 『華麗なるギャツビー』（ダグラス・スローカム）
- 1975年 『バリー・リンドン』（ジョン・オルコット）
- 1976年 『ピクニックatハンギング・ロック』（ラッセル・ボイド）
- 1977年 『遠すぎた橋』（ジェフリー・アンスワース）
- 1978年 『ジュリア』（ダグラス・スローカム）
- 1979年 『ディア・ハンター』（ヴィルモス・ジグモンド）

### 1980年代
- 1980年 『オール・ザット・ジャズ』（ジュゼッペ・ロトゥンノ）
- 1981年 『テス』（ジェフリー・アンスワース、ギスラン・クロケ）
- 1982年 『ブレードランナー』（ジョーダン・クローネンウェス）
- 1983年 『ファニーとアレクサンデル』（スヴェン・ニクヴィスト）
- 1984年 『キリング・フィールド』（クリス・メンゲス）
- 1985年 『アマデウス』（ミロスラフ・オンドリチェク）
- 1986年 『愛と哀しみの果て』（デヴィッド・ワトキン）
- 1987年 『愛と宿命の泉 PARTI/フロレット家のジャン』（ブリュノ・ニュイッテン）
- 1988年 『太陽の帝国』（アレン・ダヴィオー）
- 1989年 『ミシシッピー・バーニング』（ピーター・ビジウ）

### 1990年代
- 1990年 『シェルタリング・スカイ』（ヴィットリオ・ストラーロ）
- 1991年 『シラノ・ド・ベルジュラック』（ピエール・ロム）
- 1992年 『ラスト・オブ・モヒカン』（ダンテ・スピノッティ）
- 1993年 『シンドラーのリスト』（ヤヌス・カミンスキー）
- 1994年 『インタビュー・ウィズ・ヴァンパイア』（フィリップ・ルースロ）
- 1995年 『ブレイブハート』（ジョン・トール）
- 1996年 『イングリッシュ・ペイシェント』（ジョン・シール）
- 1997年 『鳩の翼』（エドゥアルド・セラ）
- 1998年 『エリザベス』（レミ・アデファラシン）
- 1999年 『アメリカン・ビューティー』（コンラッド・L・ホール）

### 2000年代
- 2000年 『グラディエーター』（ジョン・マシソン）
- 2001年 『バーバー』（ロジャー・ディーキンス）
- 2002年 『ロード・トゥ・パーディション』（コンラッド・L・ホール）
- 2003年 『ロード・オブ・ザ・リング/王の帰還』（アンドリュー・レスニー）
- 2004年 『コラテラル』（ディオン・ビーブ、ポール・キャメロン）
- 2005年 『SAYURI』（ディオン・ビーブ）
- 2006年 『トゥモロー・ワールド』（エマニュエル・ルベツキ）
- 2007年 『ノーカントリー』（ロジャー・ディーキンス）
- 2008年 『スラムドッグ$ミリオネア』（アンソニー・ドッド・マントル）
- 2009年 『ハート・ロッカー』（バリー・アクロイド）

### 2010年代
- 2010年 『トゥルー・グリット』（ロジャー・ディーキンス）
- 2011年 『アーティスト』（ギョーム・シフマン）
- 2012年 『ライフ・オブ・パイ/トラと漂流した227日』（クラウディオ・ミランダ）

- 2013年 『ゼロ・グラビティ』（	エマニュエル・ルベツキ）
- 2014年 『バードマン あるいは（無知がもたらす予期せぬ奇跡）』（エマニュエル・ルベツキ）
- 2015年 『レヴェナント: 蘇えりし者』（エマニュエル・ルベツキ）
- 2016年 『ラ・ラ・ランド』（リヌス・サンドグレン）
- 2017年 『ブレードランナー 2049』（ロジャー・ディーキンス）
- 2018年 『ROMA/ローマ』（アルフォンソ・キュアロン）
- 2019年 『1917 命をかけた伝令』（ロジャー・ディーキンス）

### 2020年代
- 2020年 『ノマドランド』（ジョシュア・ジェームズ・リチャーズ）
- 2021年 『DUNE/デューン 砂の惑星』（グリーグ・フレイザー）
- 2022年 『西部戦線異状なし』（ジェームズ・フレンド）
- 2023年 『オッペンハイマー』（ホイテ・ヴァン・ホイテマ）
- 2024年 『ブルータリスト』（ロル・クローリー）